# Heliophobus crucifer
Heliophobus crucifer là một loài bướm đêm trong họ Noctuidae.